# Morto in combattimento
L'espressione morto o caduto in combattimento (in inglese killed in action - KIA) indica una classificazione delle vittime generalmente utilizzata dai militari per descrivere la morte del proprio personale per mano di forze nemiche od ostili al momento dell'azione.

## Definizione della NATO
La NATO definisce vittima in battaglia un soldato che viene ucciso o che muore a causa di ferite o altre lesioni prima di raggiungere un impianto di trattamento medico. Viene impiegata inoltre l'espressione «DWRIA - died of wounds received in action » (morto per le ferite ricevute in azione), invece che «died of wounds - DOW» (morto per le ferite), che viene utilizzato anche per le vittime legate al combattimento che si verificano dopo l'evacuazione medica.

## In Francia

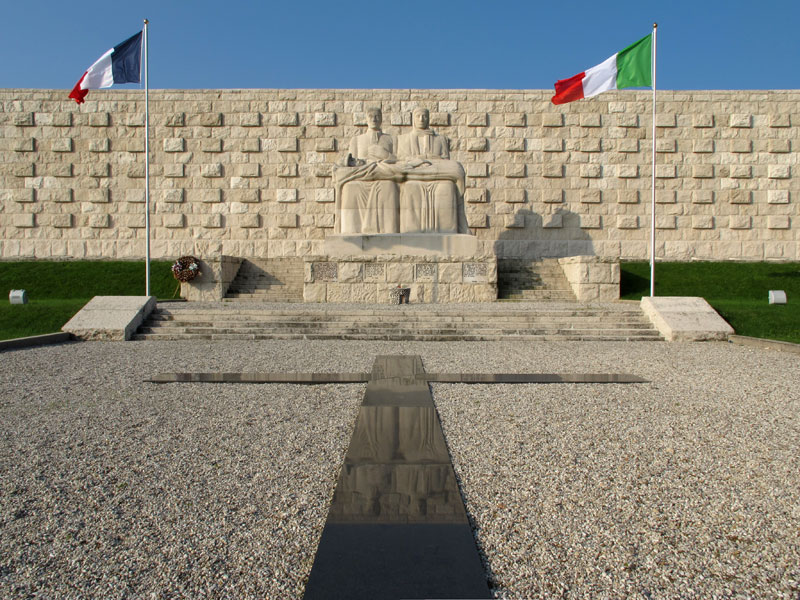
Cimitero militare francese di Pederobba

In Francia, l’espressione «tué à l’ennemi» (ucciso dal nemico) apparve nelle schede redatte all’indomani della Grande Guerra dall’amministrazione degli ex combattenti. Tali documenti vennero successivamente conservati presso la Direzione della memoria, del patrimonio e degli archivi, nonché presso il Servizio storico della Difesa del Ministero delle forze armate. Queste schede sono accessibili, tra l’altro, attraverso il sito ufficiale "Mémoire des hommes". Durante la Grande Guerra, invece, veniva usata l'espressione  « Mort pour la France » per designare i caduti in combattimento.
Affinché un combattente fosse ufficialmente dichiarato morto, occorrevano almeno due testimoni, reduci della medesima azione militare, che attestassero il decesso. In assenza di tali testimonianze, il militare veniva registrato come « disparu » (disperso).
Gli avvisi emanati dal Ministero della Guerra vennero trasmessi al sindaco del comune di residenza del defunto. Questi avvisava personalmente la famiglia del soldato (oppure delegava tale compito a un suo rappresentante o alla gendarmeria), secondo le volontà espresse dal militare stesso. L’avviso veniva inoltre notificato alle autorità militari competenti, le quali aggiornavano il registro matricolare.  L’espressione « tué à l’ennemi » si estese in seguito ad altri conflitti, mantenendo il suo valore onorifico e giuridico.

## In Germania

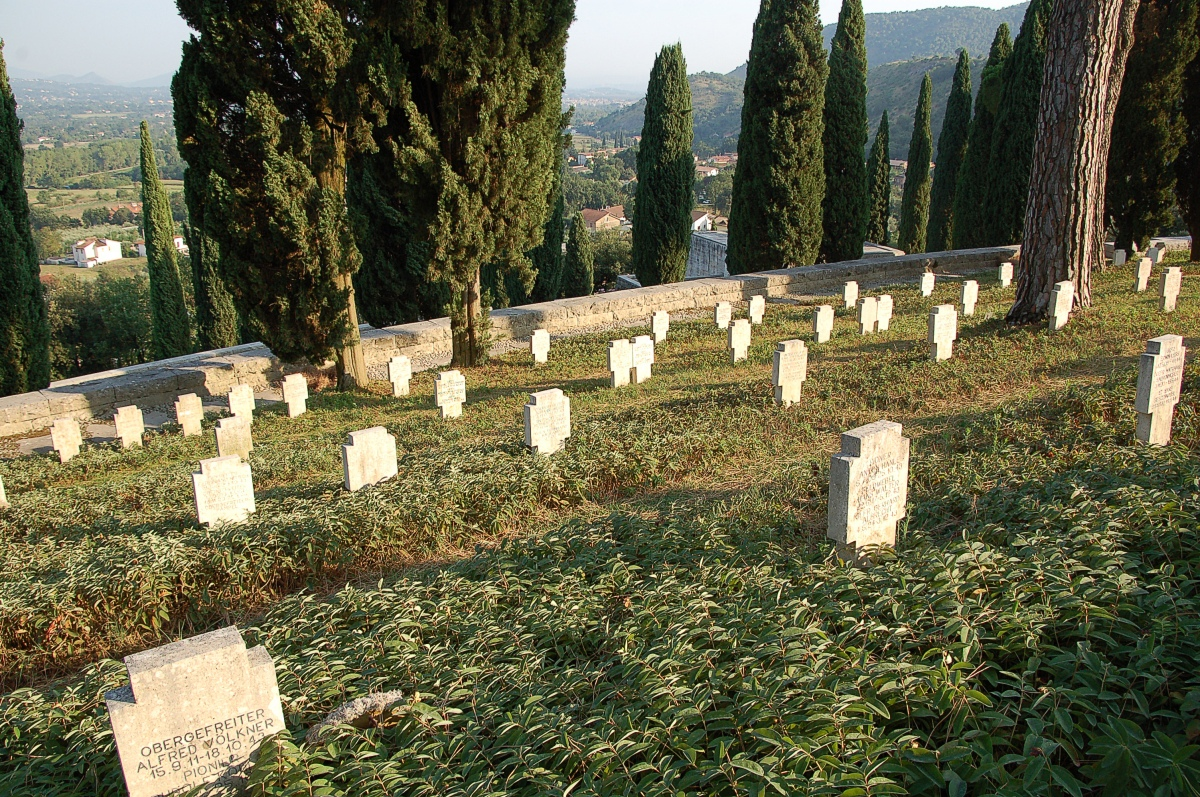
Cimitero militare germanico di Cassino

In Germania, l'espressione  «Gefallener» si riferisce ai combattenti uccisi in combattimento. Il termine risale all’epoca in cui, in generale, si combatteva ancora da fermi (i fucilieri dovevano ricaricare il loro moschetto a pietra focaia in posizione eretta dopo ogni colpo). I combattenti colpiti a morte cadevano a terra e dunque il verbo fallen (“cadere”) era già usato in medio alto tedesco con questo significato.
Di norma, la prova del decesso di un soldato è costituita dalla testimonianza di testimoni o, a partire dall’inizio del XX secolo, dal rinvenimento del “targhetta di riconoscimento”. I militari dal destino ignoto sono altrimenti classificati come dispersi. Nelle liste ufficiali tedesche delle perdite della Prima guerra mondiale, la dicitura “morto” per indicare i soldati uccisi in combattimento fu sostituita, nell’autunno del 1914, da “Gefallen” (“caduto”).
Nei casi di decesso di militari, per esempio nelle missioni all’estero della Bundeswehr, fino al 2008 non si parlava di “caduti”, anche se il decesso avveniva per azioni ostili. Il 24 ottobre 2008 il ministro della Difesa Franz Josef Jung, in occasione della cerimonia funebre per due soldati uccisi in Afghanistan, si riferì per la prima volta a loro come a “caduti”.
Nei cimiteri militari tedeschi, sulle lapidi dei caduti in guerra, al posto del consueto simbolo della croce obliqua “†” posto prima della data di morte, si trova spesso una Croce di Ferro. Questo simbolo viene utilizzato non solo per i soldati caduti in combattimento, ma anche per i feriti deceduti successivamente, i dispersi, i prigionieri di guerra morti in cattività e le vittime civili dei bombardamenti aerei. Sui sepolcri di famiglia si trova talvolta anche l’abbreviazione “gef.”

## Negli Stati Uniti

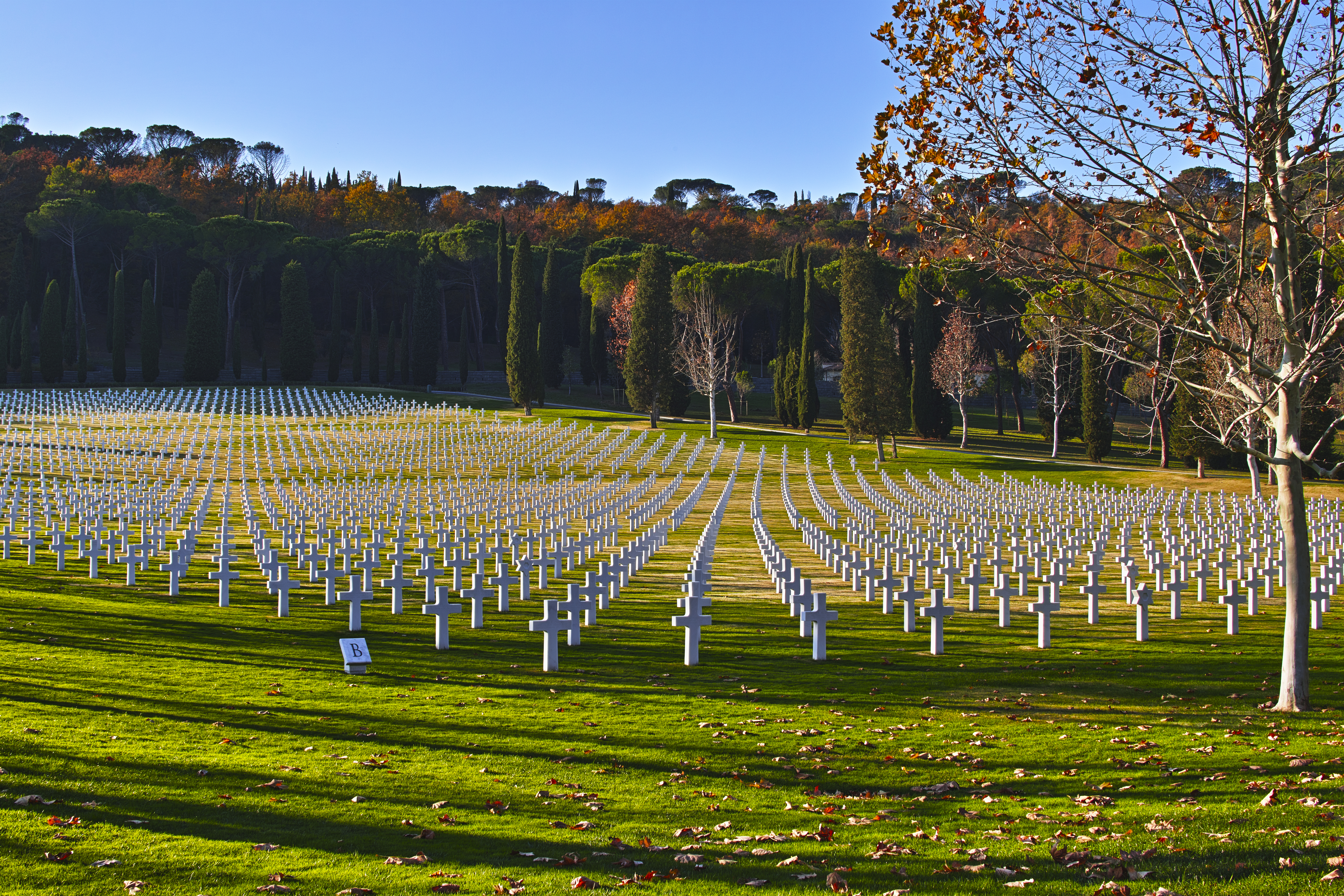
Cimitero militare americano di Firenze

Il Dipartimento della difesa degli Stati Uniti precisa che coloro che sono stati dichiarati KIA devono essere stati colpiti da un attacco ostile. L'attribuzione non avviene a causa di incidenti tra veicoli, eventi "non ostili" o terrorismo. La definizione non include colui che è deceduto dopo il combattimento a causa delle ferite riportate. Il KIA può essere applicato sia per le truppe che combattono in prima linea sia per le forze aeree, navali e di supporto.
Inoltre, il termine DOW viene usato per indicare il personale che ha raggiunto una struttura di assistenza medica prima di morire. La categoria «died of wounds received in action - DWRIA» è altresì utilizzata per le perdite di personale correlate al combattimento che si verificano dopo l’evacuazione medica.
Infine, il termine PKIA (presunto ucciso in azione) viene utilizzato quando il personale risulta perduto in battaglia, inizialmente segnalato come disperso in azione «missing in action - MIA», ma, non venendo rintracciato, si ritiene in seguito che non abbia sopravvissuto. Tale definizione è tipica delle battaglie navali o degli scontri in altri ambienti ostili in cui il recupero dei corpi risulta difficile. Il programma di indennità per decesso del governo statunitense prevede un pagamento esentasse di 100.000 dollari (valore 2020) ai familiari dei militari aventi diritto, indipendentemente dalla causa della morte. Lo scopo è offrire un sostegno economico immediato, in attesa dell’erogazione di altri benefici. L’indennità si applica non solo ai decessi avvenuti durante il servizio attivo, ma anche a quelli occorsi durante spostamenti autorizzati di personale della riserva da o verso il servizio attivo, durante addestramenti (sia attivi che inattivi), e a chi partecipa a programmi ufficiali di formazione o si sta recando a strutture per l’addestramento o per l’ingresso nel servizio.

## In Giappone

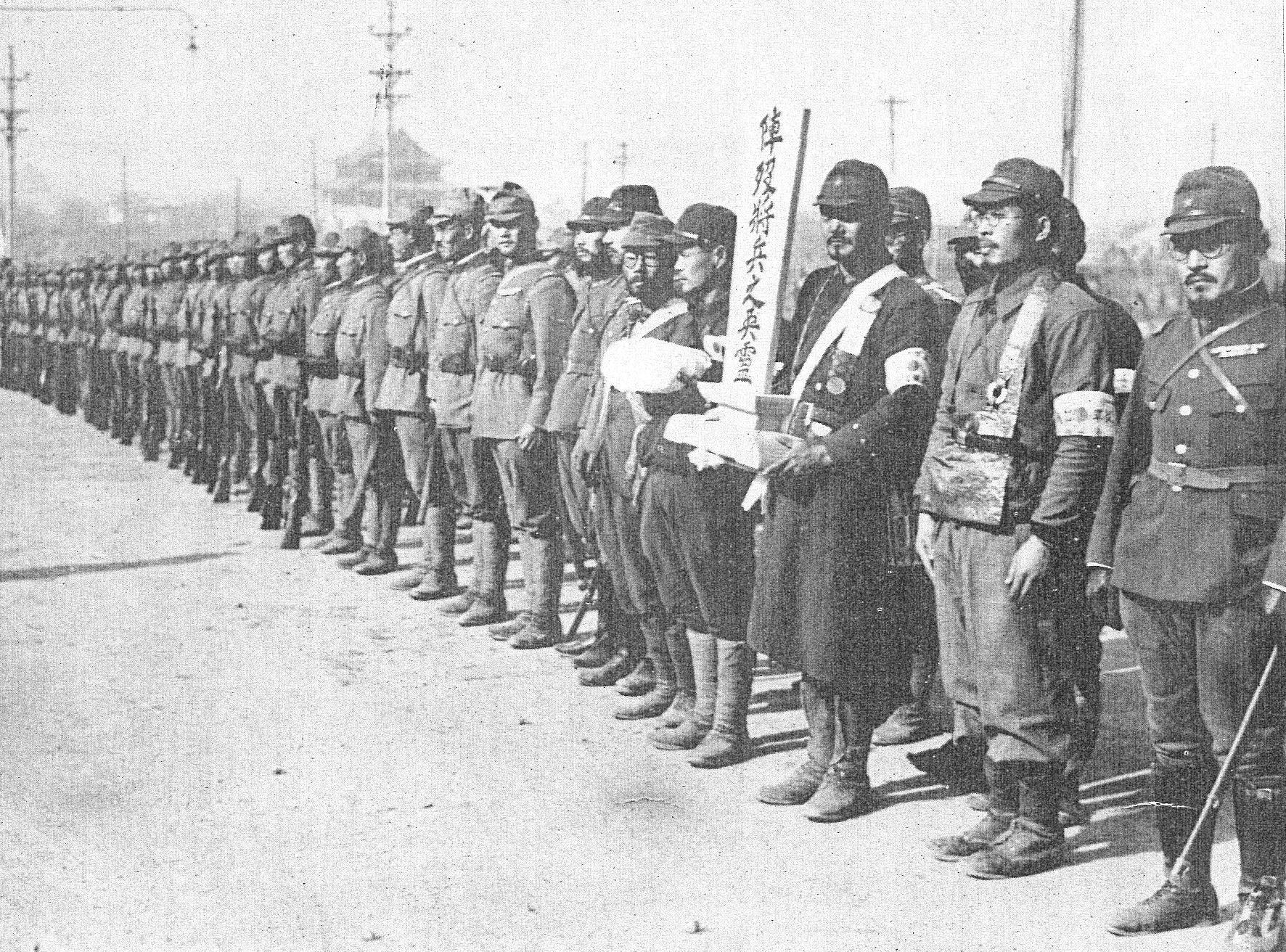
I soldati giapponesi partecipano alla cerimonia di ingresso a Nanchino con la targa e le ceneri dei commilitoni caduti in azione, 1937.

Prima del periodo Sengoku, la rimozione dei cadaveri avveniva di norma in base a un tacito accordo per cui i mercanti locali di maggior rilievo si appropriavano di tutti gli oggetti di valore trovati sui corpi. Il metodo più comune di smaltimento consisteva nello scavare una fossa e seppellire indistintamente nemici e alleati. In mancanza di un’autorità locale, i contadini dei villaggi vicini, per compensare i danni alle loro coltivazioni, saccheggiavano i beni preziosi e, oltre alla sepoltura, il corpo poteva essere lasciato esposto per gli animali selvatici, affondato nelle paludi o gettato nei fiumi. Dalla tarda epoca Sengoku, il reparto del genio militare chiamato Kurokuwa-gumi (zappa nera) si incaricò di scavare le fosse, mentre i monaci al seguito delle truppe provvedevano a sepolture più dignitose.
In Giappone, dal periodo Meiji fino ai primi anni Shōwa, lo Stato – nel quadro del cosiddetto “Shintō di Stato” – eresse il santuario Yasukuni e numerosi Gokoku-jinja; anche privati e associazioni eressero memoriali quali monumenti alla fedeltà e torri commemorative. Dopo la Seconda guerra mondiale, a causa delle controversie sul santuario di Yasukuni, il governo istituì la Cerimonia nazionale in memoria dei caduti di guerra «Zenkoku Senbotsusha Tsuitōshiki», rivolta ai circa 3,1 milioni di militari e civili giapponesi morti nel conflitto, nonché il Cimitero di Chidorigafuchi per le ossa non identificate, e sono tuttora celebrate cerimonie locali e vengono costruiti memoriali, tombe e cimiteri dedicati ai caduti in guerra. Tuttavia, non esiste un monumento nazionale ufficiale per commemorare tutti i defunti.
Per onorare la memoria dei caduti, vennero adottate varie misure. Nel 1937 (Shōwa 12), la voce anagrafica «死亡» (morto) venne sostituita nel libretto di famiglia con la dicitura «戦死» (morto in combattimento) e, l’anno successivo, si aggiunse la dicitura «戦傷死» (morto per ferite di guerra). Inoltre, se un soldato decedeva prima di aver depositato la richiesta di matrimonio, veniva comunque riconosciuto valido il vincolo matrimoniale “postumo”.
Nelle Forze di autodifesa giapponesi (Jieitai) ai familiari dei caduti è riconosciuto il diritto a un’indennità di lutto (shōjutsukin).

## Nei paesi nordici
Nei paesi nordici, l'espressione "cadere in battaglia" è resa principalmente con il verbo svedese stupa, legato etimologicamente a stup ("dirupo"), evocando la caduta fisica del soldato ucciso in combattimento. Termini affini si trovano in danese (faldet i kamp) e norvegese (falt i strid), mentre in finlandese si usa sodassa kaatuminen ("caduto in guerra"). È presente anche la locuzione arcaica bli i striden ("restare nella battaglia"), che accentua l’idea del sacrificio definitivo sul campo.